# Ömer Cerrahoğlu
Ömer Cerrahoğlu (n. 3 mai 1995, Istanbul, Turcia) este un copil minune român, afirmat în domeniul matematicii, fost elev la Colegiul Național Gheorghe Șincai din Baia Mare. Cerrahoğlu este excepțional dotat pentru matematică, fiind unul din componenții lotului de matematică al României, care a participat la ultimele patru Olimpiade Internaționale de Matematică, cele din 2009, 2010, 2011 și 2012, concursuri în care obținut medalii de aur, argint, argint, respectiv de aur.

## Biografie
La vârsta de 14 ani, 80 zile, Ömer a câștigat medalia de aur individuală la cea de-a 50-a Olimpiadă Internațională Matematică, care a avut loc în anul 2009 în orașul Bremen din Germania. Cu această medalie de aur, Ömer a devenit cel de-al treilea cel mai tânăr câștigător al trofeului suprem individual (după Terence Tao și Raúl Chávez Sarmiento.) oferit de Olimpiada Internațională de Matematică, a cărei ediție inaugurală a avut loc în 1959 în România.
După acel succes remarcabil, a mai câștigat încă două medalii de argint la edițiile ulterioare ale Olimpiadei Internațională de Matematică, la cea de-a 51-a, care au avut loc în 2010, la Astana în Kazakhstan, la cea de-a 52-a, care a avut loc în 2011, la 2011 Amsterdam în Țările de Jos, respectiv o doua de aur la ultima ediție a Olimpiadei Internațională de Matematică, cea de-a 53-a, care a avut loc la Mar del Plata în Argentina.
În toamna anului 2014 a intrat ca student la Massachusetts Institute of Technology.